# Socolu de Câmpie
Socolu de Câmpie – wieś w Rumunii, w okręgu Marusza, w gminie Cozma. W 2011 roku liczyła 111 mieszkańców.